# Claudia di Francia
Claudia di Valois-Orléans, in lingua francese Claude de France (Romorantin, 13 ottobre 1499 – Blois, 20 luglio 1524), è stata duchessa di Bretagna suo jure e, dal 1515, regina consorte di Francia, figlia maggiore del re Luigi XII di Francia e di Anna di Bretagna.
Come prima moglie di Francesco I di Francia, essa fu la madre di Enrico II e quindi nonna degli ultimi tre re della dinastia Valois, ma anche di Elisabetta, regina consorte di Spagna, Claudia, duchessa consorte di Lorena, Margherita, regina consorte di Francia. Essa fu inoltre la nonna materna di Carlo Emanuele I di Savoia.
Claudia venne così chiamata in onore di san Claudio, santo che la madre aveva invocato durante un pellegrinaggio per riuscire a dare alla luce un figlio che sopravvivesse fino all'età adulta.

## Biografia

### Fidanzamento e matrimonio
Figlia di re Luigi XII di Francia e della duchessa Anna di Bretagna, non poté, in quanto donna, succedere a suo padre sul trono di Francia, il quale seguiva la legge salica di successione; la mancanza di un fratello le permise però la successione al Ducato di Bretagna, in quanto la maggiore delle due figlie sopravvissute alla madre. Nel 1504 Anna, volendo mantenere separata la Bretagna dalla corona francese, siglò il Trattato di Blois, con il quale promise la mano della figlia all'arciduca Carlo, futuro imperatore Carlo V, con la promessa di cedere la Bretagna e il Ducato di Borgogna. La prospettiva di una Francia ridotta e circondata da numerose parti era inaccettabile per i Valois e quindi il fidanzamento venne ben presto sciolto.
I nobili francesi si opposero ad un legame con un principe straniero, facendo pressioni su Luigi XII affinché maritasse la figlia con il cugino Francesco, duca d'Angoulême, «che almeno è completamente francese», ed era anche l'erede presuntivo al trono di Francia. Nel 1506 la bambina venne quindi promessa a Francesco; nel 1514, alla morte della madre, essa divenne Duchessa di Bretagna e il 18 maggio di quell'anno, a Saint-Germain-en-Laye, sposò il fidanzato.

### Vita a corte
Claudia, pedina in un complicato gioco dinastico, era bassa di statura e affetta dalla scoliosi, che la rendeva gobba. A corte era eclissata dalla suocera, Luisa di Savoia, e dalla cognata, la letterata Margherita, regina consorte di Navarra.

Quando Francesco divenne re nel 1515, due delle dame di compagnia di Claudia erano le sorelle inglesi Maria e Anna Bolena, ed un'altra era Diana di Poitiers; Maria divenne l'amante del re prima di tornare in patria nel 1519, mentre Anna fungeva da traduttrice ufficiale della regina ogniqualvolta fossero presenti dei visitatori inglesi, come nel 1520. Anna Bolena fu inoltre periodicamente una compagna della sorella minore di Claudia, Renata, ma tornò in Inghilterra nel 1521, dove oltre dieci anni dopo sarebbe divenuta regina come seconda moglie di Enrico VIII. Diana di Poitiers fu la principale ispiratrice della Scuola di Fontainebleau del rinascimento francese e sarebbe divenuta l'amante per la vita del figlio e successore di Francesco, Enrico II.
Claudia trascorse la sua vita in un ciclo continuo di gravidanze; suo marito aveva numerose amanti, ma solitamente era relativamente discreto. Claudia imponeva d'altronde un rigido codice morale alle persone della sua cerchia, che solo alcuni decisero di lasciare.
Poco interessata alla politica, Claudia lasciò al marito anche il governo della Bretagna, dedicandosi alla cura dei figli e alle pratiche religiose, sotto l'influenza, secondo alcune fonti, di colui che era stato il confessore di Luisa di Savoia, madre del re Francesco I, il francescano Cristoforo Numai da Forlì.

### Morte
Claudia morì nel 1524, all'età di soli ventiquattro anni; inizialmente le successe come sovrana di Bretagna il figlio maggiore, il Delfino di Francia, con il padre come tutore. Dopo la morte del Delfino nel 1536, il secondo figlio di Claudia, Enrico, duca d'Orléans, divenne delfino di Francia e duca di Bretagna, per poi salire al trono francese come Enrico II.
Il marito di Claudia si risposò anni dopo la morte della prima moglie, con Eleonora d'Asburgo, sorella dell'imperatore Carlo V; l'atmosfera a corte si fece sempre più dissoluta e alcune voci volevano che la morte del re nel 1547 fosse dovuta alla sifilide.

## Discendenza
Claudia e Francesco I ebbero sette figli:
- Luisa (19 agosto 1515 – 21 settembre 1517);
- Carlotta (23 ottobre 1516 – 8 settembre 1524);
- Francesco, delfino di Francia (28 febbraio 1518 – 10 agosto 1536), incoronato a Rennes duca di Bretagna come Francesco III;
- Enrico II, re di Francia (31 marzo 1519 – 10 luglio 1559), sposò Caterina de' Medici ed ebbe discendenza;
- Maddalena (10 agosto 1520 – 2 luglio 1537), regina consorte di Scozia per aver sposato, nel 1537, Giacomo V di Scozia;
- Carlo, duca d'Orléans (22 gennaio 1522 – 9 settembre 1545), morì giovane senza aver avuto figli;
- Margherita, duchessa di Berry (5 giugno 1523 – 14 settembre 1574); fu duchessa di Savoia per aver sposato, nel 1559, Emanuele Filiberto I di Savoia.

La regina Claudia morì dopo il parto d'un ottavo figlio, nato morto nel 1524: era ormai l'ombra di sé stessa, stremata dalle gravidanze precedenti, la prima delle quali risaliva a quando aveva solo quindici anni.

## SusinaReine Claude
Claudia è ricordata nel nome di una tradizionale piccola susina, delle dimensioni di una noce, di color verde pallido e dai fiori bianchi. È ancora chiamata Reine Claude in Francia e in Inghilterra è conosciuta come greengage.

## Ascendenza
|                           |                   |                              | Genitori                  |  |  | Nonni |  |  | Bisnonni                |  |  | Trisnonni          |  |
|                           |                   |                              |                           |  |  |       |  |  | Luigi di Valois-Orléans |  |  | Carlo V di Francia |  |
|                           |                   |                              |                           |  |  |       |  |  | Luigi di Valois-Orléans |  |  | Carlo V di Francia |  |
|                           |                   | Giovanna di Borbone          |                           |  |  |       |  |  | Luigi di Valois-Orléans |  |  |                    |  |
| Carlo di Valois-Orléans   |                   |                              |                           |  |  |       |  |  | Luigi di Valois-Orléans |  |  |                    |  |
|                           |                   | Valentina Visconti           | Gian Galeazzo Visconti    |  |  |       |  |  |                         |  |  |                    |  |
|                           |                   | Valentina Visconti           | Gian Galeazzo Visconti    |  |  |       |  |  |                         |  |  |                    |  |
|                           |                   | Valentina Visconti           | Isabella di Valois        |  |  |       |  |  |                         |  |  |                    |  |
| Luigi XII di Francia      |                   | Valentina Visconti           |                           |  |  |       |  |  |                         |  |  |                    |  |
|                           |                   | Adolfo di Clèves             | Adolfo III di Mark        |  |  |       |  |  |                         |  |  |                    |  |
|                           |                   | Adolfo di Clèves             | Adolfo III di Mark        |  |  |       |  |  |                         |  |  |                    |  |
|                           |                   | Adolfo di Clèves             | Margherita di Julich      |  |  |       |  |  |                         |  |  |                    |  |
| Maria di Clèves           |                   | Adolfo di Clèves             |                           |  |  |       |  |  |                         |  |  |                    |  |
|                           |                   | Maria di Borgogna            | Giovanni di Borgogna      |  |  |       |  |  |                         |  |  |                    |  |
|                           |                   | Maria di Borgogna            | Giovanni di Borgogna      |  |  |       |  |  |                         |  |  |                    |  |
|                           |                   | Maria di Borgogna            | Margherita di Baviera     |  |  |       |  |  |                         |  |  |                    |  |
| Claudia di Valois-Orléans |                   | Maria di Borgogna            |                           |  |  |       |  |  |                         |  |  |                    |  |
|                           | Riccardo di Dreux | Giovanni V di Bretagna       |                           |  |  |       |  |  |                         |  |  |                    |  |
|                           | Riccardo di Dreux | Giovanni V di Bretagna       |                           |  |  |       |  |  |                         |  |  |                    |  |
|                           | Riccardo di Dreux | Giovanna di Navarra          |                           |  |  |       |  |  |                         |  |  |                    |  |
| Francesco II di Bretagna  | Riccardo di Dreux |                              |                           |  |  |       |  |  |                         |  |  |                    |  |
|                           |                   | Margherita di Valois-Orléans | Luigi I di Valois-Orléans |  |  |       |  |  |                         |  |  |                    |  |
|                           |                   | Margherita di Valois-Orléans | Luigi I di Valois-Orléans |  |  |       |  |  |                         |  |  |                    |  |
|                           |                   | Margherita di Valois-Orléans | Valentina Visconti        |  |  |       |  |  |                         |  |  |                    |  |
| Anna di Bretagna          |                   | Margherita di Valois-Orléans |                           |  |  |       |  |  |                         |  |  |                    |  |
|                           |                   | Gastone IV di Foix           | Giovanni I di Foix        |  |  |       |  |  |                         |  |  |                    |  |
|                           |                   | Gastone IV di Foix           | Giovanni I di Foix        |  |  |       |  |  |                         |  |  |                    |  |
|                           |                   | Gastone IV di Foix           | Giovanna d'Albret         |  |  |       |  |  |                         |  |  |                    |  |
| Margherita di Foix        |                   | Gastone IV di Foix           |                           |  |  |       |  |  |                         |  |  |                    |  |
|                           |                   | Eleonora di Navarra          | Giovanni II d'Aragona     |  |  |       |  |  |                         |  |  |                    |  |
|                           |                   | Eleonora di Navarra          | Giovanni II d'Aragona     |  |  |       |  |  |                         |  |  |                    |  |
|                           |                   | Eleonora di Navarra          | Bianca di Navarra         |  |  |       |  |  |                         |  |  |                    |  |
|                           |                   | Eleonora di Navarra          |                           |  |  |       |  |  |                         |  |  |                    |  |